# Mijakovići (Vareš)
Pour les articles homonymes, voir Mijakovići.
Mijakovići (en cyrillique : Мијаковићи) est un village de Bosnie-Herzégovine. Il est situé dans la municipalité de Vareš, dans le canton de Zenica-Doboj et dans la fédération de Bosnie-et-Herzégovine. Selon les premiers résultats du recensement bosnien de 2013, il compte 167 habitants.

## Géographie

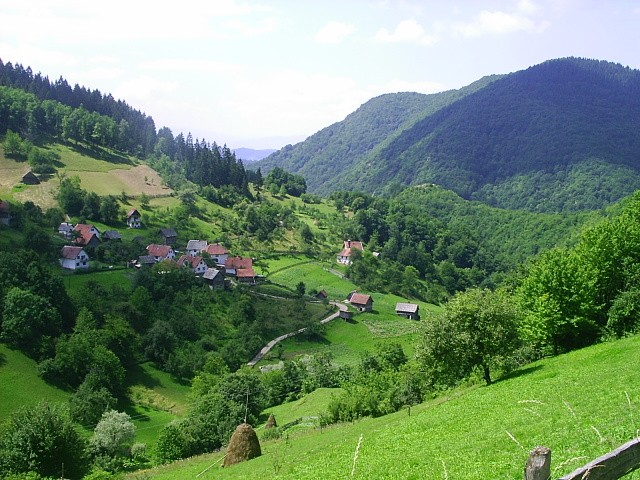
Vue générale de Mijakovići

## Histoire
Sur le territoire du village se trouve la forteresse royale de Bobovac, qui a servi de résidence aux souverains de Bosnie de Tvrtko Ier à Stjepan Tomaš ; elle est inscrite sur la liste des monuments nationaux de Bosnie-Herzégovine.

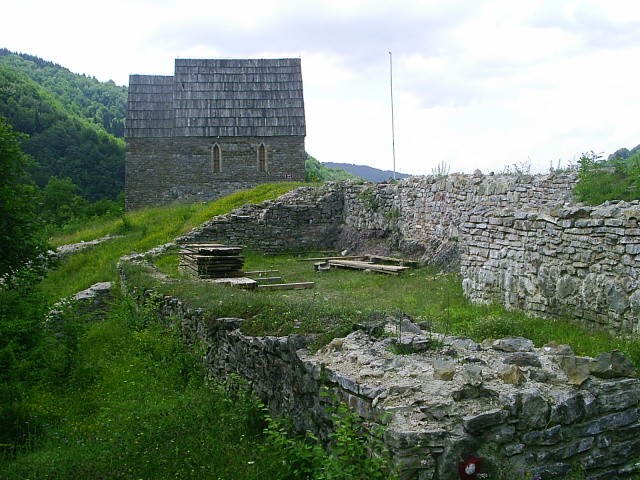
La forteresse royale de Bobovac

## Démographie

### Évolution historique de la population dans la localité
| 1948 | 1953 | 1961 | 1971 | 1981 | 1991 | 2013 |
| ---- | ---- | ---- | ---- | ---- | ---- | ---- |
| -    | -    | 240  | 276  | 330  | 308  | 167  |

|  |